# خاطرات خون‌آشام (فصل ۳)
خاطرات خون‌آشام (به انگلیسی: The Vampire Diaries) یک سریال آمریکایی ماورایی درام محصول سال ۲۰۰۹ شبکهٔ تلویزیونی سی‌دابلیو است  و در حال حاضر محبوب‌ترین سریال تلویزیونی برای رده سنی نوجوان (۱۴-۱۹) محسوب می‌شود. این داستان به شرح خاطرات و اتفاقاتی که برای یک خون‌آشام به نام استفن سالواتوره و یک دختر به نام الینا گیلبرت می‌پردازد که هر دویشان در پایان هر روز به نوشتن خاطرات خود می‌پردازند. به همین دلیل نام این سریال هم دارای یک ایهام است زیرا نام این مجموعه هم می‌تواند بیانگر "خاطرات خون‌آشام: یعنی خاطراتی باشد که استفن دربارهٔ خود می‌نویسد" و هم خاطراتی که دربارهٔ یک خون‌آشام (توسط الینا) نوشته می‌شود.
رده بندی سنی (PG-۱۴ Rated) این سریال، مشاهده این سریال بنا به تأیید بنیاد رده‌بندی محتوای رسانه در آمریکا برای افراد زیر ۱۴ تنها در حضور والدین مورد تأیید است و در غیر این صورت توصیه نمی‌شود.

## خلاصه داستان

### فصل سوم (۲۰۱۱-۲۰۱۲)
کلاوس در تلاش برای ساختن ارتشی از دورگه‌های خود (خون‌آشام و گرگینه) است. اما هربار که یک دورگه می‌سازد کمی بعد او می‌میرد. استفن که تبدیل به یک خون‌آشام وحشی شده‌است در کمک به او دریغ نمی‌کند. الینا سعی می‌کند همراه دیمن و آلاریک با نقشه‌ای استفن را نجات دهد. اما استفن به آن‌ها می‌گوید که نمی‌خواهد نجات پیدا کند و برگردد و اثباتش کشتن دوست دیمن اندی است. کلاوس خواهرش ربکا را که مثل او یک خون‌آشام اصیل است زنده می‌کند و آن‌گاه به ذهن استفن نفوذ کرده و از او می‌خواهد که به یاد آورد. استفن به یاد میاورد که در سال‌ها پیش کلاوس و خواهرش را دیده و ربکا عاشق او شده‌است. سپس کلاوس و ربکا که در حال فرار از دست مایکل (پدر کلاوس) بودند مجبور به جابه جایی می‌شوند و کلاوس به ذهن استفن نفوذ کرده و از او می‌خواهد که او و ربکا را فراموش کند. ربکا که دوست دارد با استفن بماند در برابر فرار با کلاوس مقاومت می‌کند و آن وقت کلاوس او را می‌کشد. کلاوس متوجهٔ رفتار عجیب استفن می‌شود و همراه با ربکا او را به‌ زور به میستیک فالز برمی‌گرداند. در آنجا کلاوس می‌فهمد که الینا زنده‌ است. وی بار دیگر به ذهن استفن نفوذ می‌کند و از او می‌خواهد که انسانیتش را خاموش کند. از اینجا به بعد استفن دیگر به چیزی اهمیت نمی‌دهد و فقط به هر چه کلاوس بگوید گوش می‌کند. کلاوس تایلر را دورگه می‌سازد و راه درست کردن دورگه‌هایش را یاد می‌گیرد.
کلاوس می‌فهمد که خون الینا تنها راه زنده ماندن دورگه‌هایش است، بنابراین نمی‌خواهد که الینا بمیرد. کاترین و جرمی، مایکل را پیدا می‌کنند و مایکل قصد کشتن کلاوس را دارد. الینا هم سال جدید تحصیلی را در حالی آغاز می‌کند که استفن دوباره شروع به خوردن خون انسان کرده و تایلر هم یک جوراحساس نوکری نسبت به کلاوس پیدا کرده‌است. الینا و آلاریک در جشن آغاز سال، سعی می‌کننداستفن را با گل شاه پسند بیهوش کنند تا بتوانند استفن را در سلول قدیمی فوربس زندانی کنند تا مایکل، کلاوس را بکشد و این اجبار ذهنی کلاوس از استفن آزاد شود. اما موفق نمی‌شوند چون ویکی (خواهر مت) که الآن یک روح است، به دلایلی سد راه آن‌ها می‌شود (قبلاً بانی برای نجات جان جرمی، طلسمی را شکست که دروازه بین این دنیا و دنیای ارواح باز شد و ارواح می‌توانستند در این دنیا حضور یابند و ویکی برای اینکه بتواند برای همیشه در این دنیا بماند، باید الینا را بکشد. اما بانی موفق می‌شود برای همیشه دروازه را ببندد).
دیمن، آلاریک و الینا محل زندگی (یک غار قدیمی) مایکل و خانواده‌اش را پیدا می‌کنند که داستان زندگی و چگونه تبدیل شدن مایکل و خانواده‌اش در آنجا نقاشی شده. آلاریک، دیمن و الینا پس از جستجوی فراوان، داستان زندگی آن‌ها را می‌فهمند. مایکل فرزندان خود را به خون آشام تبدیل کرد تا دیگر آسیب پذیر نباشند، اما کلاوس با کشتن مادرشان، باعث می‌شود که خانواده از هم فرو بپاشد. کشتن مادرشان را به گردن مایکل می‌اندازد و با این کار ربکا(خواهرش) و الایژا (بزرگترین برادرش) را با خود متحد می‌کند. (بعدها به دلایلی الایژا از کلاوس جدا می‌شود)
حال که الینا تقریباً همه چیز را میداند، به پیش ربکا می‌رود و داستان را از زبان او می‌شنود. اما کلاوس به ربکا در مورد کشتن مادرشان دروغ گفته بود و ربکا با شنیدن اینکه کلاوس، مادرشان را کشته خشمگین می‌شود. از طرفی مایکل(که توسط کاترین زنده شده) با استفن و دیمن آشنا می‌شود و درصدد کشتن کلاوس هستند و ربکا هم با آن‌ها متحد می‌شود و با نقشه‌ای زیرکانه کلاوس را به شهر میستیک فالز برمیگردانند . سلاحی که با آن می‌توان کلاوس را کشت، مایکل به دیمن داده بود تا دیمن او را بکشد، اما کاترین یک چیز خیلی خیلی مهم را می‌فهمد(که مایکل به دیمن نگفته بود) و آن را به استفن می‌گوید. اینکه دورگه‌های کلاوس پس از مرگش هم از دستورهایی که داده بود پیروی می‌کنند و با این کار جان دیمن نیز به خطر می افتاد . استفن وقتی این موضوع را می‌فهمد، جلوی دیمن را می‌گیرد(یعنی اینکه انسانیت استفن دوباره برگشته) و کلاوس هم از این موقعیت، استفاده کرده و مایکل را می‌کشد.
اما دیمن و الینا فکر می‌کنند که استفن برای آزادی ذهنی خود، جلوی کشتن کلاوس را گرفته‌است. حال که استفن آزادی خود را به‌دست آورده، تمام خانوادهٔ کلاوس (که در تابوت هستند) را می‌دزدد و قصد انتقام از کلاوس را دارد استیفن با کمک بانی تابوت ها را در خانه قدیمی که جادوگران در انجا کشته شده‌اند پنهان می‌کند . بعداً استفن متوجه می‌شود که یک تابوت افسون شده و در آن به هیچ وجه باز نمی‌شوند . در ضمن استفن از کلاوس می‌خواهد که دورگه‌هایش را از شهر خارج کند وگرنه الینا را به خون‌آشام تبدیل می‌کند . بانی خواب مادرش را میبیند و میفهمد که مادرش می‌تواند برای باز کردن تابوت افسون شده به او کمک کند بعد از پیدا کردن مادرش تابوت را باز می‌کنند و مادر کلاوس از ان بیرون می اید . الایژا (که توسط دیمن زنده شده بود ) برادرانش کول و فین و خواهرش ربکا را زنده می‌کند و خانواده اصیل‌ها دوباره متحد می‌شود . مادر کلاوس از این وضعیت سو استفاده می‌کند و با متصل کردن فرزندانش به هم می‌خواهد شیطان‌هایی که ساخته از بین ببرد که استفن و دیمن مانع راه آن‌ها می‌شوند و فین (که به مادرش کمک میکرد) به همراه مادرش ناپدید می‌شوند . هم‌زمان پس از تمام این اتفاقات استفن آرام تر شده و رابطه‌اش نیز با الینا خوب شده اما در قسمت ۱۷ دیمن می فهمد به جز آن سلاحی (از چوب یک درخت خاص ساخته شده بود) که پدر کلاوس داشت (و نابود شد) سلاحی دیگر نیز وجود دارد که در واقع با چوب آن درخت پلی درست شده است. ولی ربکا به کمک سیج (عشق فین ) جای آن را می فهمد و تمام آن پل را نابود می‌کند اما غافل از این است که دیمن از او باهوش تر است زیرا دیمن می فهمد که چوپ تابلوی قدیم شهر نیز از این سلاح ساخته شده‌است. او پس از پیدا کردن تابلو آن را نزد استفن می برد و قسمت ۱۷ با این جمله تمام می‌شود: بریم چند تا اصیل بکشیم.
در قسمت ۱۸ آلاریک،الینا ،دیمن و استفن مشغول به ساختن سلاح از چوب درخت بلوط سفید برای کشتن اصیل ها هستند و اکنون الینا،الاریک، استفن، دیمن، کارولین و مت هر کدام یک سلاح برای کشتن اصیل‌ها دارند. کلاوس برادرش فین را مجبور می‌کند تا با او به مستیک فالز بیاید تا یک جادوگر (مادر بانی) و جرمی رو تهدید کند تا بانی افسون اِستر که آن‌ها را به هم متصل کرده‌است باطل کند و ربکا در این کار به کلاوس کمک می‌کند. دیمن، استفن ، الینا، کارولین و مت نقشه‌ای برای کشتن کلاوس دارند. فین حاضر به همکاری با کلاوس نشد ولی کلاوس با سیج(عشق فین) او را راضی به همکاری می‌کند.ربکا برای انتقام از دیمن به خاطر کاری که با او کرد او را شکنجه می‌دهد. الینا از حضور فین و سیج در مستیک فالز باخبر می‌شود. طبق نقشه اگر یکی از اصیل‌ها بمیرد بقیه هم می میرند ولی بانی طلسم را قبل از اینکه استفن و مت و الینا فین رو بکشند شکست. بانی دیمن را در حال شکنجه می بیند ولی حاضر به نجات دادن او نمی‌شود و موضوع را به الینا می گوید. سیج برای انتقام فین به سراغ استفن می‌رود ولی چون نسل خونیش به فین متصل بوده(یعنی فین او را به خون‌آشام تبدیل کرده بود) می میرد و آن‌ها از اینجا می فهمند که اگر کلاوس رو بکشند تمام نسل خونی او هم می میرند. اما آن‌ها نمی‌دانستند نسل خونی استفن، دیمن و کارولین به کدام خون‌آشام اصیل متصل می‌شود.استفن پیش کلاوس میرود و چوب‌ها را با کلاوس معامله می‌کند ولی دو تا از چوب‌ها سر جایشان نبودند و یکی از آن‌ها را ضمیر ناخود آگاه آلاریک پنهان کرده بوده‌است برای همین استفن آلاریک را زندانی می‌کند تا جای چوب‌ها را پیدا کند از الینا و دیمن می‌خواهد تا پیش جیمی بروند چون دیمن و استفن را کاترین تبدیل کرده بود و کاترین را هم رز تبدیل کرده بود. دیمن و النا پیش جیمی می روند و ازش می خواهند که با رز ارتباط برقرار کند تا بفهمند چه کسی رز را تبدیل کرده اما کال قبل از دیمن و الینا کسی که رز را تبدیل کرده می کشد و الینا می فهمد به دیمن علاقه دارد. استر مادر کلاوس خون الینا را به آلاریک متصل و او را تبدیل به خون آشام می‌کند وقتی کلاوس می فهمد که با کشتن الینا می‌تواند آلاریک را بکشد الینا را زندانی می‌کند و دیمن و استفن توسط بانی کلاوس را خشک می‌کنند و الینا را نجات می دهند اما بر اثر درگیری سر الینا به میز می خورد دیمن بدن کلاوس را قایم می‌کند. الاریک برای کشتن تمامی خون آشام‌ها اقدام می‌کند و به انجمن شهر لیست تمام خون آشام‌ها را می‌دهد. الینا را بر اثر ضربه مغزی به بیمارستان می برند و دکتر از خون دیمن به الینا می‌دهد. مت الینا را از شهر خارج کند ولی در بین راه می فهمد که آلاریک کلاوس را کشته بنابراین باید برای بودن در آخرین لحظات زندگی بین دیمن و استفن، یکی را انتخاب کند که استفن را انتخاب می‌کند و به دیمن تلفنی می‌گوید اگه ما اول همدیگه را دیده بودیم شاید ما الان با هم بودیم. الینا و مت در حال بازگشت هستند که ربکا برای اینکه آلاریک را بکشد ماشین الینا را از روی پل منحرف می‌کند و ماشین داخل اب می افتد و آلاریک بر می گردد تا دیمن را بکشد که توی گذشته دیمن نشان می‌دهد که اولین بار قبل از استفن همدیگه را دیده بودند و دیمن کاری کرد که الینا این دیدار را فراموش کند. استفن برای کمک به الینا به زیر آب می‌رود و الینا می‌خواهد که مت را نجات دهد و الینا میمیرد. با مردن الینا آلاریک هم میمیرد و دیمن این را می فهمد و سریع بر می‌گردد که دکتر گفت به الینا خون دیمن را داده ولی نسل خونی کلاوس یعنی ( استیفن ، دیمن ، کرولاین ) هنوز زنده هستند و بانی کلاوس را در بدن تایلر قرار داده است.

## بازیگران اصلی
| بازیگر             | نقش                         | توضیحات |
| ------------------ | --------------------------- | --- |
| نینا دوبرو         | الینا گیلبرت/ کاترینا پتروا | الینا معشوقه و دوست انسان استفن است که پس از مدتی مشخص می‌شود همزاد کاترین است، پس از مدتی او تبدیل به یک خون‌آشام می‌گردد.. |
| پل ویسلی           | استفن سالواتوره             | خون‌آشامی که از سال ۱۸۶۴ میلادی تبدیل به خون‌آشام شده‌است، او دراری شخصیتی مثبت است. او همچنین همواره سعی می‌کند انسان دوستانه زندگی کند و فقط از خون حیوانات تغذبه می‌کند بعداً جای شخصیت او با دیمن عوض می‌شود.در آخرین قسمت فصل چهارم مشخص می‌شود او همزاد سایلس ،اولین خون آشامی که به وجود آمده،است. |
| ایان سامرهلدر      | دیمن سالواتوره              | برادر استفن که برخلاف استفن علاقهٔ زیادی به عمل به غریزه خود (کشتن و تغذیه از خون انسان‌ها) دارد و از زمانی که به واسطهٔ برادرش استفن به یک خون آشام تبدیل شده؛ هدف خود را در زندگی عذاب دادن مردم جهان و به خصوص اذیت کردن برادرش قرار داده‌است.                                                     |
| استیون آر. مک‌کوئین | جرمی گیلبرت                 | برادر ناتنی الینا که تبدیل به یک شکارچی خون آشام شد. |
| سارا کنینگ         | جنا سامرز                   | خالهٔ ناتنی الینا که توسط کلاوس کشته شد. |
| کاترینا گراهام     | بانی بنت                    | دوست الینا که یک ساحره‌است و از قدرت‌های خاصی برخوردار است. |
| کندیس آکولا        | کارولین فوربس               | دوست الینا که کاترین او را به یک خون‌آشام تبدیل کرد. |
| زک روئریگ          | مت داناون                   | دوست الینا و برادر ویکی. |
| مایکل تروینو       | تایلر لاکوود                | نخستین دورگه موفق کلاوس که دوست کارولین نیز است و احساس نوکری به کلاوس دارد. |
| متیو دیویس         | آلاریک سالتزمن              | معلم تاریخ دبیرستان و شکارچی خون‌آشام است، او پس از مدتی کشته می‌شود. |
| جوزف مورگان        | کلاوس                       | قوی‌ترین خون‌آشام پس از پدرش (یکی از خون‌آشام‌های اصیل) که پدرش را می کشد و بعد از شکستن طلسم به دورگه‌ای بسیار قوی تبدیل می‌شود. |
| کلر هولت           | ربکا                        | خواهر کلاوس و یکی از خون‌آشام‌های اصیل. |